# Unexpected Lovers (álbum de Lime)
Unexpected Lovers es el quinto álbum de estudio del grupo canadiense Lime. Fue lanzado en 1985 por la discográfica Matra Records. Del álbum se extrajo el sencillo homónimo «Unexpected Lovers» (n.º 6 de la US Dance Charts).

## Lista de canciones
| N.º | Título                         | Duración |  |
| 1.  | «Do Your Time on the Planet»   | 6:10     |  |
| 2.  | «Profile of Love»              | 4:48     |  |
| 3.  | «Are You Being Untrue Tonight» | 4:48     |  |
| 4.  | «Alive and Well»               | 4:45     |  |
| 5.  | «Say You Love Me»              | 5:36     |  |
| 6.  | «My Lovely Angel»              | 5:35     |  |
| 7.  | «Unexpected Lovers»            | 6:20     |  |
| 8.  | «I'm Falling in Love»          | 4:26     |  |